# Wu Bangguo

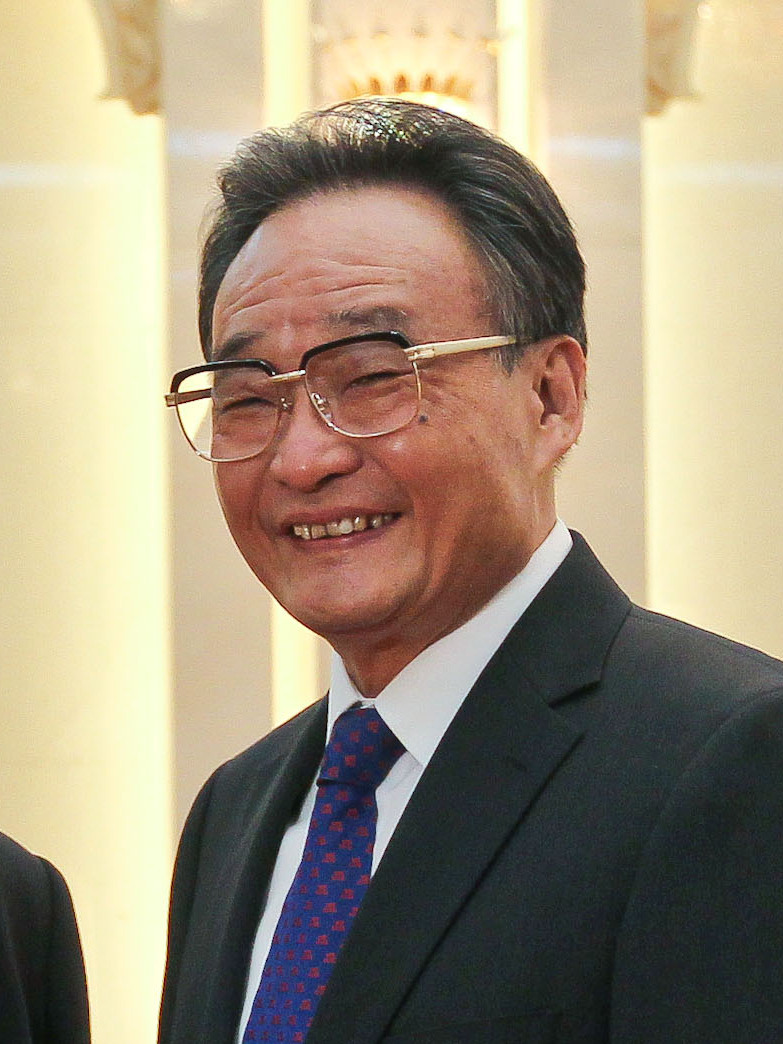
Wu Bangguo (2011)

Wu Bangguo (vereenvoudigd Chinees: 吴邦国; traditioneel Chinees: 吳邦國; pinyin: Wú Bāngguó, (Feidong, Anhui, 22 juli 1941 – Peking, 8 oktober 2024) was een Chinees politicus. Hij was van 2003 tot 2013 voorzitter van het Permanente Comité van het Nationaal Volkscongres. Daarmee was hij tweede man in de hiërarchie van de Communistische Partij van China.
Wu ging naar de Tsinghua Universiteit in 1960, en studeerde af in elektrotechniek. Het grootste deel van zijn politieke carrière doorliep hij in Shanghai. Van 1991 tot 1994 was hij secretaris-generaal van de partij in Shanghai. Wu was ook vicepremier onder Zhu Rongji.
Wu overleed op 8 oktober 2024 op 83-jarige leeftijd.
- Gemeinsame Normdatei: 171718364
- Virtual International Authority File: 219580197
- WorldCat: E39PBJgt6qQ6Vc6GVyDwJcdYT3